# マッテオ・アルナルディ
マッテオ・アルナルディ（Matteo Arnaldi, 2001年2月22日 - ）は、イタリアのリグーリア州サンレーモ出身の男子プロテニス選手。ATPランキング自己最高位はシングルス30位、ダブルス286位。身長185cm、体重71kg。右利き、バックハンド・ストロークは両手打ち。

## 選手経歴

### 2022年 マスターズ初出場、チャレンジャーツアー初優勝

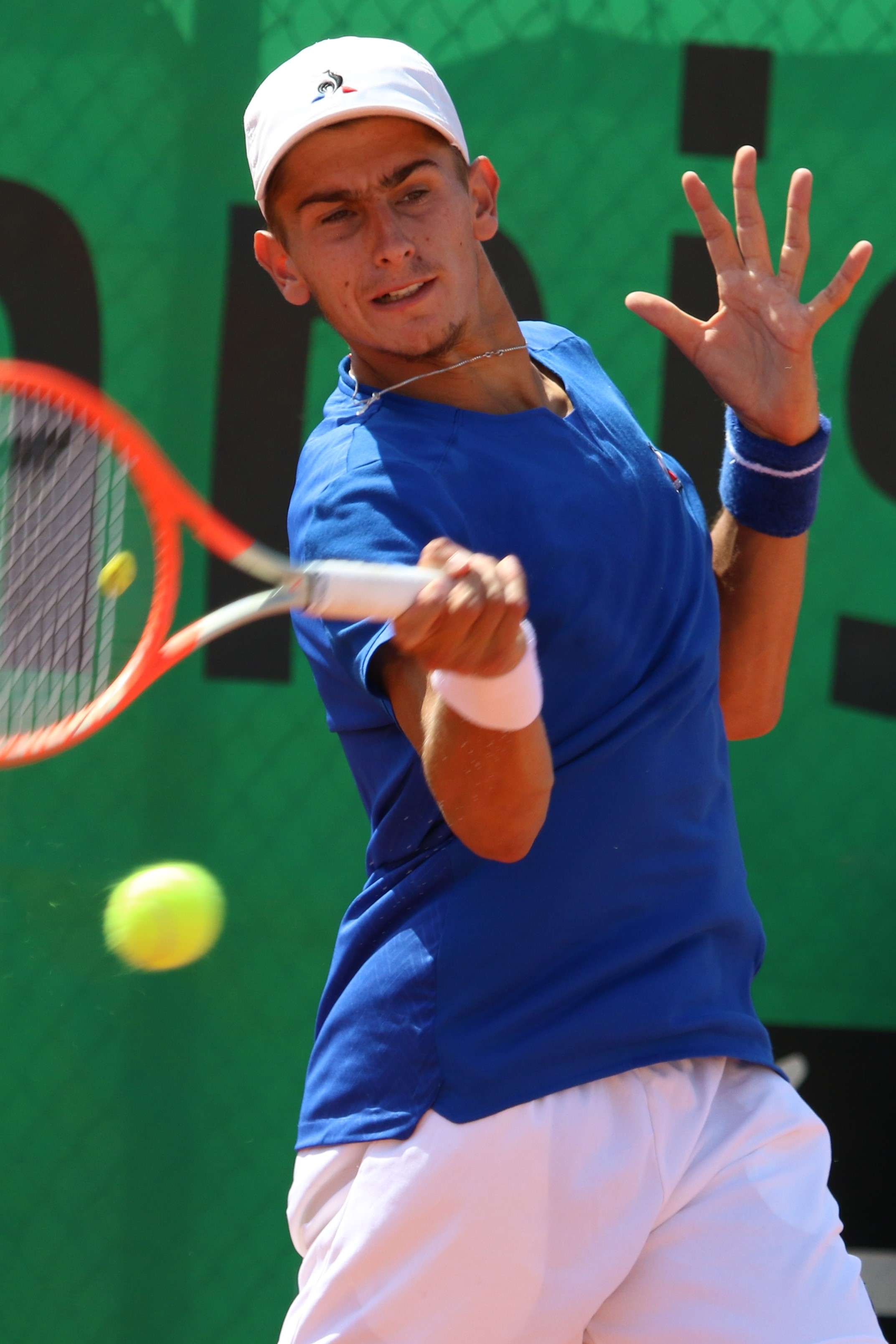
2022年ブロワ・チャレンジャーでのアルナルディ

2022年5月のイタリア国際のシングルス、ダブルスにワイルドカードで出場し、マスターズ初出場を果たした。同月にはATPチャレンジャーツアーで初優勝した。
12月のネクストジェネレーション・ATPファイナルズでは、ATPファイナルズに出場するため参加を辞退したホルガ・ルーネに代わって出場した。

### 2023年 対トップ10初勝利、全米4回戦進出、トップ50入り
2023年4月のムチュア・マドリード・オープン2回戦で、第3シードで当時ATPランキング4位のキャスパー・ルードにストレート勝ち。対トップ10初勝利となり、マスターズで初めて3回戦に進出した。
全仏オープン予選を勝ち抜いてグランドスラム初出場を果たし、1回戦でダニエル・エラヒ・ガランに勝利した。ウィンブルドン選手権にも初出場した。
クロアチア・オープンではジェスパー・デ・ヨング、フラビオ・コボッリ、第1シードのイジー・レヘチカに勝利し、ATPツアーで初めてベスト4に進出した。準決勝ではアレクセイ・ポピリンとの3時間以上に渡る激戦の末敗れた。
初出場した全米オープンではジェイソン・クブラー、アルトゥール・フィス、第16シードのキャメロン・ノリーに勝利し、4回戦に進出した。この活躍により、2023年9月11日に更新されたATPランキングで自己最高の47位にランクインした。
デビスカップではイタリア代表で出場し、優勝した。

### 2024年 全仏4回戦、マスターズ準決勝進出、トップ30入り
全豪オープンに初出場し、1回戦でアダム・ウォルトンに勝利した。
デルレイビーチ・オープンでは西岡良仁との1回戦で21本のサービスエースを成功させて勝利し、ATPツアー通算50勝を記録した。
全仏オープンでは、3回戦で第6シード、当時ATPランキング6位のアンドレイ・ルブレフに勝利して4回戦へ進出した。
ナショナル・バンク・オープンではマッケンジー・マクドナルド、カレン・ハチャノフ、アレハンドロ・ダビドビッチ・フォキナ、錦織圭（途中棄権）に勝利し、マスターズで初となるベスト4に進出した。この活躍により、2024年8月12日に更新されたATPランキングで自己最高の30位にランクインした。準決勝ではアンドレイ・ルブレフにストレート負けした。

## 成績
略語の説明
| W | F | SF | QF | #R | RR | Q# | LQ | A | Z# | PO | G | S | B | NMS | P | NH |

W=優勝, F=準優勝, SF=ベスト4, QF=ベスト8, #R=#回戦敗退, RR=ラウンドロビン敗退, Q#=予選#回戦敗退, LQ=予選敗退, A=大会不参加, Z#=デビスカップ/BJKカップ地域ゾーン, PO=デビスカップ/BJKカッププレーオフ, G=オリンピック金メダル, S=オリンピック銀メダル, B=オリンピック銅メダル, NMS=マスターズシリーズから降格, P=開催延期, NH=開催なし.

### シングルス

#### グランドスラム大会
| 大会           | 2020 | 2021 | 2022 | 2023 | 2024 | 2025 | 通算成績 |
| -------------- | ---- | ---- | ---- | ---- | ---- | ---- | -------- |
| 全豪オープン   | A    | A    | A    | Q3   | 2R   | 1R   | 1–2      |
| 全仏オープン   | A    | A    | A    | 2R   | 4R   | 2R   | 5–3      |
| ウィンブルドン | NH   | A    | Q1   | 1R   | 1R   |      | 0–2      |
| 全米オープン   | A    | A    | Q3   | 4R   | 3R   |      | 5–2      |

#### 大会最高成績
| 大会                 | 成績 | 年         |
| -------------------- | ---- | ---------- |
| ATPファイナルズ      | A    | 出場なし   |
| インディアンウェルズ | 3R   | 2025       |
| マイアミ             | 4R   | 2023       |
| モンテカルロ         | 1R   | 2024, 2025 |
| マドリード           | QF   | 2025       |
| ローマ               | 2R   | 2023, 2024 |
| カナダ               | SF   | 2024       |
| シンシナティ         | 1R   | 2024       |
| 上海                 | 3R   | 2023, 2024 |
| パリ                 | 1R   | 2024       |
| オリンピック         | 2R   | 2024       |
| デビスカップ         | W    | 2023       |

## 対トップ10勝利
| 年   | 2023 | 2024 | 2025 | 合計 |
| ---- | ---- | ---- | ---- | ---- |
| 勝利 | 1    | 2    | 2    | 5    |

| No.  | 対戦相手             | ランキング | 大会                 | サーフェス | ラウンド | スコア             | ランキング |
| ---- | -------------------- | ---------- | -------------------- | ---------- | -------- | ------------------ | ---------- |
| 2023 |                      |            |                      |            |          |                    |            |
| 1.   | キャスパー・ルード   | 4          | マドリード           | クレー     | 2R       | 6-3, 6-4           | 105        |
| 2024 |                      |            |                      |            |          |                    |            |
| 2.   | テイラー・フリッツ   | 10         | アカプルコ           | ハード     | 1R       | 6-4, 4-6, 6-3      | 42         |
| 3.   | アンドレイ・ルブレフ | 5          | 全仏                 | クレー     | 3R       | 7-6(8-6), 6-2, 6-4 | 35         |
| 2025 |                      |            |                      |            |          |                    |            |
| 4.   | アンドレイ・ルブレフ | 8          | インディアンウェルズ | ハード     | 2R       | 6-4, 7-5           | 35         |
| 5.   | ノバク・ジョコビッチ | 5          | マドリード           | クレー     | 2R       | 6-3, 6-4           | 44         |